# Materdei (stacja metra)
Materdei – stacja metra w Neapolu, na Linii 1 (żółtej). 
Znajduje się pod Piazza Scipione Ammirato, obsługując między innymi obszar Rione Sanità.
Stacja została otwarta 5 lipca 2003.